# Kiti
Kiti (gr. Κίτι) – wieś w Republice Cypryjskiej, w dystrykcie Larnaka. W 2011 roku liczyła 4252 mieszkańców.